# Alternaria brassicae
Espèce
Alternaria brassicae est une espèce de champignons phytopathogènes de la famille des Pleosporaceae et du genre Alternaria. Il parasite en particulier les Crucifères. Les maladies qu'il provoque sont nommées Alternariose des crucifères, Alternariose du chou, Alternariose du navet, Maladie des taches noires, Taches grises du chou, Taches grises du navet, Taches noires du colza. Ce champignon est répandu dans le monde entier.

## Plantes hôtes
Ses plantes hôtes sont des Crucifères, notamment le brocoli, le chou, le chou-fleur, le raifort, le chou-rave, les moutardes, le radis, le colza et le navet.

## Symptômes

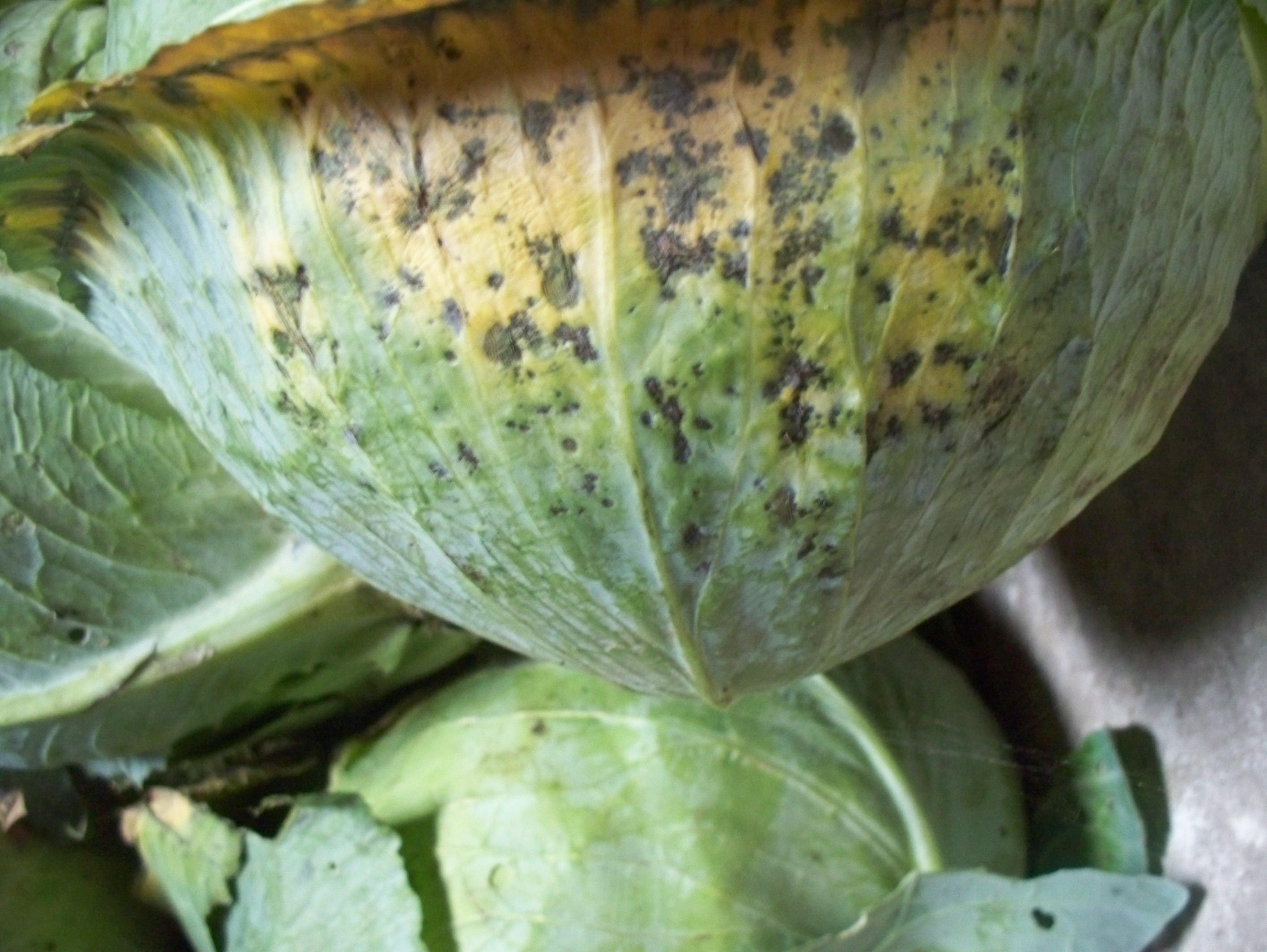
Symptômes sur un chou.

Sur les feuilles se forment des taches circulaires, zonées, brun clair à grisâtre ou brun foncé, de moins de 0,5 à 12 mm de diamètre, parfois coalescentes ; sur les nervures médianes des feuilles, les taches sont oblongues ou linéaires, enfoncées et sur les têtes de chou-fleur se forment des taches noires. La maladie est transmise par les semences du champignon.

## Description microscopique
Ce sont des colonies amphigènes, effusées, de couleur olive plutôt pâle, velues, les grandes conidies individuelles sont bien visibles au microscope binoculaire à dissection x20. Le mycélium est immergé, les hyphes sont ramifiés, septés, hyalins, lisses, de 4–8 µm de large. Les conidiophores naissent en groupes de 2 à 10 ou plus à partir des hyphes, émergeant à travers les stomates, généralement simples, érigés ou ascendants, droits ou flexueux, fréquemment géniculés, plus ou moins cylindriques mais souvent légèrement renflés à la base, septés, gris-olive moyen à pâle, lisses, mesurant jusqu'à 170 µm de long, 6 à 11 µm de large, portant une à plusieurs cicatrices conidiennes petites mais distinctes. Les conidies sont solitaires ou parfois en chaînes de quatre au maximum, acropleurogènes, surgissant à travers de petits pores dans la paroi du conidiophore, droites ou légèrement incurvées, obclavées, rostrées, avec (16-) 11-15 (-19) septa transversaux et 0-3 (-8) septa longitudinaux ou obliques, olive pâle ou très pâle ou gris-olive, lisse ou, rarement, très peu strié, de 75 à 350 µm de long et généralement 20-30 (-40) µm de large dans la partie la plus large, le bec ayant environ 1/3 à 1/2 de la longueur du conidium et 5–9 µm de large.

## Synonymes
Selon MycoBank (19 avril 2021), Alternaria brassicae (Berk.) Sacc. a pour synonymes :
- Macrosporium brassicae Berk., The English Flora, Fungi 5 (2): 339 (1836)
- Alternaria brassicae subsp. brassicae (Berk.) Sacc.: 129 (1880)
- Alternaria brassicae var. macrospora Sacc., Sylloge Fungorum 4: 546 (1886)
- Alternaria saccardoi Sawada, Special Publication College of Agriculture National Taiwan University 8: 208 (1959)
- Alternaria macrospora (Sacc.) Mussat, Sylloge Fungorum 15: 43 (1900)
- Alternaria macrospora (Sacc.) Sawada, Report of the Department of Agriculture Government Research Institute of Formosa 51: 123 (1931)
- Cercospora bloxamii Berk. & Broome, Annals and Magazine of Natural History 9: 183 (1882)
- Cercospora bloxami Berk. & Broome (1882)
- Cercospora lepidii Peck, Annual Report on the New York State Museum of Natural History 35: 140 (1884)
- Cercospora moldavica Savul. & Bontea, Herb. Mycol. Rom., Fasc. 27, No. 1336.: no. 1336 (1947)
- Sporidesmium exitiosum J.G. Kühn, Hedwigia 1: 91 (1855)
- Polydesmus exitiosus (J.G. Kühn) J.G. Kühn, Krankh. Kulturgew.: 165 (1859)
- Alternaria exitiosa (J.G. Kühn) Jørst., Meldinger fra Statens Plantepatologiske Institutt 1: 94 (1945)
- Alternaria brassicae var. exitiosa (J.G. Kühn) Ferraris, Flora Italica Cryptogama Fungi 1 (8): 521 (1912)
- Macrosporium herculeum Ellis & G. Martin, The American Naturalist 16: 1003 (1882)
- Alternaria herculea (Ellis & G. Martin) J.A. Elliott, American Journal of Botany 4: 472 (1917)
- Macrosporium brassicae var. macrosporum A.G. Eliasson, Bihang til Kongliga Svenska Vetenskaps-Akademiens Handlingar 22 (12): 18 (1897)
- Macrosporium macrosporum (Eliasson) Sawada, Agr. Res. Rev.: 163 (1969)
- Alternaria alliariae-officinalis Savul. & Sandu, Hedwigia 73: 130 (1933)
- Sporidesmium onnii P. Karst., Meddelanden af Societas pro Fauna et Flora Fennica 18: 67 (1891)

## Taxons inférieurs
Selon MycoBank (19 avril 2021) :
- Alternaria brassicae f. acanthi
- Alternaria brassicae f. brassicae
- Alternaria brassicae f. citri
- Alternaria brassicae f. microspora
- Alternaria brassicae f. nigrescens
- Alternaria brassicae f. phaseoli
- Alternaria brassicae f. tritici
- Alternaria brassicae subsp. minor
- Alternaria brassicae var. brassicae
- Alternaria brassicae var. citri
- Alternaria brassicae var. dauci
- Alternaria brassicae var. dianthi
- Alternaria brassicae var. exitiosa
- Alternaria brassicae var. macrospora
- Alternaria brassicae var. microspora
- Alternaria brassicae var. nigrescens
- Alternaria brassicae var. putrefaciens
- Alternaria brassicae var. solani
- Alternaria brassicae var. somnifer
- Alternaria brassicae var. somniferi
- Alternaria brassicae var. tabaci